# 中国医学科学院医学实验动物研究所
中国医学科学院医学实验动物研究所是北京協和醫學院的研究所之一，成立於1980年，位于北京市朝阳区华威南路5号院。主要从事实验动物学和比较医学科研与教学的专业研究所，是卫健委人类疾病比较医学重点实验室和国家中医药局三级实验室。研究所通过了国家实验室认可及国际AAALAC认证。